# Bundesautobahn 480
La Bundesautobahn 480, abbreviata anche in BAB 480, è una autostrada tedesca della lunghezza di 19 km che collega la città di Aßlar con il Reiskirchener Dreieck e l'autostrada BAB 5. Ne sono in costruzione ulteriori 11 km tra Blasbach e Wettenberg. In futuro potrebbe cambiare nome diventare parte della futura BAB 48.

## Percorso
| BAB 480 |           |                       |      |                |                |
| Tipo    | n° uscita | Indicazione           | km   | Corrispondenze | Strada europea |
|         | 1         | Asslar                | 67,5 |                |                |
|         | 2         | Wetzlauer Kreuz       | 70,1 |                |                |
|         | 2a        | Blasbach              | 71,7 |                |                |
|         |           | Tratto in costruzione |      |                |                |
|         | 3         | Wettenberg            | 83,0 |                |                |
|         | 4         | Giessener Nordkreuz   | 87,1 |                |                |
|         | 5         | Reiskirchener Dreieck | 97,4 |                |                |